# 森林永理奈
森林 永理奈（もりばやし えりな、1988年12月16日 - ）は日本のタレント、女優。以前は森林恵理奈の名前で活動していた。

## 来歴・人物
岐阜県高山市出身。岐阜県立斐太高等学校卒業。身長159cm。血液型はA型。特技はスキー。
芸能界に憧れ始めたのは小学3年生の時で、その頃から　オーディションを受け始めた。月刊『De☆View』（オリコン・エンタテインメント）2001年6月号に掲載されていた「映画俳優特別オーディション」に応募して、芸能事務所のZONEに合格。初仕事はフォトブック『キスしていいですか。』の撮影とトレーディングカードの撮影。

## 出演

### 映画
- ALWAYS 三丁目の夕日（2005年、東宝） - 石橋初子 役
- ALWAYS 続・三丁目の夕日（2007年、東宝） - 石橋初子 役
- ALWAYS 三丁目の夕日'64（2012年、東宝） - 石橋初子 役
- 牙狼〈GARO〉 神ノ牙-KAMINOKIBA-（2018年、東北新社） - 人型ホラー 役

### テレビドラマ
- こちら本池上署 第5シリーズ（2005年6月13日 - 9月12日、TBSテレビ） - 杉本理沙 役
- 医局派遣医藪仁平
- 穴ねのね
- 仮面ライダーオーズ/OOO（2010年9月5日 - 2011年8月28日、テレビ朝日） - 結花 役
- ようこそ、わが家へ（2015年5月11日、フジテレビ） - 円ジェルズのメンバー 役
- 金曜ロードSHOW! 天才バカボン〜家族の絆（2016年3月11日、日本テレビ） - リポーター 役
- ペンション・恋は桃色（2020年2月6日 - 2020年2月13日、フジテレビ）[6]
- 悪女（わる）〜働くのがカッコ悪いなんて誰が言った?〜 第1話（2022年4月13日、日本テレビ）
- TOKYO MER～走る緊急救命室～（2022年7月4日、TBSテレビ） - 長島芽衣の母 役
- 競争の番人 第1話（2022年7月11日、フジテレビ）[7]
- シャイロックの子供たち（2022年10月9日 - 11月6日、WOWOW） - 斎藤理子 役

### テレビ
- もしもで考える…なるほど！なっとく塾（2022年2月19日 - 、BSフジ） - 塾生、月1回程度

### ラジオ
- 森田健作 青春の勲章は くじけない心（ニッポン放送、2021年4月11日 - 9月26日） - アシスタント
- 森林永理奈 チョット CHAT CLUB (NACK5『Smile SUMMIT』内コーナー、2024年4月3日 - [8])

### ゲーム
- SIREN2（2006年） - 矢倉市子 役

### 舞台
- 鏡の魚
- ネオロマンス・ステージ 遙かなる時空の中で 舞一夜（2008年） - 藤姫 役
- ネオロマンス・ステージ 遙かなる時空の中で 朧草紙（2008年） - 藤姫 役
- アンジェラ（2009年6月19日 - 6月28日） - 主演：アンジェラ 役
- 鬼の棲み家（2009年10月15日 - 10月19日）

### 写真集
- キスしていいですか。
- ニッポンの少女
- 水の花